# Араби християни
Арабите християни (на арабски: مسيحيون عرب) са хора с арабска етническа принадлежност и християнско вероизповедание.
Повечето арабски християнски общности водят началото си от араби, приели християнството преди появата на исляма. Днес най-големите групи араби християни живеят в Сирия, Ливан, Израел и Йордания. Повечето от тях са православни, но има и католически и протестантски общности.